# آلبرتو فوجیموری
آلبرتو کنیا فوجیموری ایناموتو (به انگلیسی: Alberto Kenya Fujimori Inomoto) (زادهٔ ۲۸ ژوئیه ۱۹۳۸ – درگذشتهٔ ۱۱ سپتامبر ۲۰۲۴) سیاستمدار پرویی دارای اصلیت و ملیت ژاپنی بود از سال ۱۹۹۰ تا سال ۲۰۰۰ به عنوان پنجاه و چهارمین رئیس‌جمهور پرو فعالیت کرد. او نخستین رهبر یک کشور آمریکای لاتین بود که هرچند به‌صورت دموکراتیک به قدرت رسید اما به‌خاطر نقض حقوق بشر و سوءاستفاده از قدرت به حبس طولانی مدت محکوم شد. دوره تصدی فوجیموری با پیروزی غیرمنتظره او در انتخابات عمومی سال ۱۹۹۰ آغاز شد. او به‌سرعت اصلاحات اقتصادی نئولیبرالی را برای مقابله با تورم فوق‌العاده و بی‌ثباتی اقتصادی به اجرا درآورد که باعث حمایت اولیه موسسات مالی بین‌المللی، ارتش و طبقه بالای پرو شد. دولت او به‌زودی به‌علت اعمال اقتدارگرایانه‌اش شناخته شد. در سال ۱۹۹۲، او کودتای خود را انجام داد، کنگره را منحل کرد و قدرت فوق‌العاده‌ای را به‌دست گرفت. پس از کودتا، مشخص شد که دولت او دستورهای طرح ورود ارتش را اعمال کرده است. دولت او با عقیم‌سازی اجباری و سرکوب خشونت‌آمیز شورش راه درخشان مرتبط بود. او در سال ۱۹۹۵ و بار دیگر در سال ۲۰۰۰ در انتخابات بحث‌برانگیز مجدداً انتخاب شد.

## گروگان‌گیری در سفارت ژاپن
در جریان گروگان‌گیری سال ۱۹۹۶ در پرو، چریک‌های جنبش چپ‌گرای توپاک آمارو با حمله به محل اقامت سفیر ژاپن در لیما که به مناسبت تولد امپراتور ژاپن، جشنی در آنجا برپا بود، نزدیک به ۴۵۰ نفر از میهمانان از جمله سفرای ۱۰ کشور و ۶۰ تاجر را گروگان گرفتند. این جنبش چریکی معتقد به انقلاب سوسیالیستی و جنگ شهری است. گروگان‌گیران زنان و افراد کهنسال از جمله مادر و خواهر فوجیموری را آزاد کردند و در ازای آزادی ۱۴۴ گروگان باقی‌مانده خواهان آزادی ۴۰۰ زندانی چپ‌گرا از جمله رهبر خود از زندان شدند و به ژاپن نیز هشدار دادند که کمک‌هایش را به فوجیموری کاهش دهد. در این ماجرا تمام ۱۴ گروگان‌گیر کشته شدند.

## ریاست‌جمهوری
فوجیموری در سال ۱۹۹۰ به ریاست‌جمهوری رسید. در سال ۱۹۹۲، به دلیل مخالفت پارلمان با برنامه‌های خود، با یک کودتا، پارلمان را منحل و انتخابات زودهنگام برگزار کرد. باوجود اینکه نهادهای دموکراسی‌خواه این اقدام او را محکوم کردند اما این اقدام، حمایت گسترده‌ای از سوی مردم داشت. در سال ۱۹۹۵ با اکثریت قابل توجه آرا، برای بار دوم به ریاست‌جمهوری رسید.
او اقدامات ریاست‌جمهوری خود را بر مقابله با تروریسم و ایجاد ثبات اقتصادی در پرو متمرکز کرد و توانست تا حدود زیادی امنیت را در پرو برقرار کرده و به اقتصاد پرو سامان نسبی بدهد. ولی این اقدامات پس از وارد شدن اتهاماتی در مورد نقض حقوق بشر ناکام ماندند.
در سال ۲۰۰۰ با تصمیم پارلمان، برای بار سوم نامزد ریاست‌جمهوری شد. اما با اکثریت اندک آرا به پیروزی رسید. مخالفان، او را به دخالت در انتخابات متهم می‌کردند.

## برکناری
فوجیموری در سال ۲۰۰۰ و به‌دنبال جنجال افشای فساد مالی به ژاپن گریخت. پس از این رویداد مجلس پرو او را از سمت خود برکنار و دولت جدید پرو درخواست رسمی استرداد او از ژاپن به پرو را به دولت ژاپن ارائه کرد. فوجیموری پس از سفر به شیلی در سال ۲۰۰۵ دستگیر شد و در سال ۲۰۰۷ به پرو بازگردانده شد.

## دادگاه و محکومیت
در دسامبر ۲۰۰۷ به جرم سوءاستفاده از قدرت و جستجو غیرقانونی و ضبط اموال همسر رئیس سابق وزیر اطلاعات به شش سال زندان محکوم شد.
در سال ۲۰۰۹ آلبرتو فوجیموری به اتهام نقض حقوق بشر و دستور به ترور مخالفان دولت و قتل غیرنظامیان توسط جوخه‌های مرگ به ۲۵ سال زندان محکوم شد.

## آزادی از زندان
در ۲۴ دسامبر ۲۰۱۷ پدرو پابلو کوچینسکی رئیس‌جمهور وقت پرو، فوجیموری را به خاطر بیماری عفو و از زندان آزاد کرد. این تصمیم رئیس‌جمهور به اعتراضات مردمی انجامید؛ زیرا آنان این تصمیم را حاصل یک «بده و بستان سیاسی» می‌دانستند؛ زیرا هفته پیش از اعلام این تصمیم، به‌علت مخالفت حزب مخالف دولت، به رهبری پسر فوجیموری، طرح استیضاح و عدم کفایت پدرو پابلو کوچینسکی شکست خورده بود.

## بیماری و درگذشت
آلبرتو فوجیموری چند سال قبل از مرگش مشکلات گوارشی، مشکلات قلبی و سرطان داشت. آخرین حضور عمومی او در ۴ سپتامبر ۲۰۲۴ در بیمارستان برای انجام سی تی اسکن بود. او در ۱۱ سپتامبر در سن بورخا، لیما، در سن ۸۶ سالگی، در خانه دخترش کیکو درگذشت. او، خوزه کارلوس گوتیرز، گفت که او در ۹ سپتامبر دچار مشکل تنفسی شد، در ۱۰ سپتامبر از هوش رفت و بر اثر عوارض سرطان زبان درگذشت. دولت پرو از ۱۲ تا ۱۴ سپتامبر ۲۰۲۴ سه روز عزای عمومی اعلام کرد، پیکر او در مقر وزارت فرهنگ پرو در ایالت نگهداری شد. سپس مراسم تشییع جنازه فوجی موری در ۱۴ سپتامبر ۲۰۲۴ در تئاتر ملی لیما برگزار گردید. در مراسم تشییع جنازه وی، رئیس‌جمهور فعلی، دینا بولوارته شرکت کرد و ادای احترام نمود. فوجیموری سپس در گورستان کامپو فه در لوریگانچو-چوسیکا، لیما به خاک سپرده شد.